# Thalia Dampali
Thalia Dampali (10 de diciembre de 2007) es una deportista griega que compite en natación sincronizada. Ganó tres medallas en el Campeonato Europeo de Natación de 2024, una de oro y dos de plata.

## Palmarés internacional
| Campeonato Europeo | Campeonato Europeo | Campeonato Europeo | Campeonato Europeo |
| Año                | Lugar              | Medalla            | Prueba             |
| ------------------ | ------------------ | ------------------ | ------------------ |
| 2024               | Belgrado (Serbia)  | Medalla de oro     | Equipo libre       |
| 2024               | Belgrado (Serbia)  | Medalla de plata   | Equipo técnico     |
| 2024               | Belgrado (Serbia)  | Medalla de plata   | Rutina acrobática  |